# Volcán de Fuego (vulkan i Guatemala)

Volcán de Fuego

Volcán de Fuego är en vulkan i Guatemala. Den ligger i den sydvästra delen av landet, 40 km väster om huvudstaden Guatemala City. Toppen på Volcán de Fuego är 3 763 meter över havet.
Terrängen runt Volcán de Fuego är huvudsakligen mycket bergig. Runt Volcán de Fuego är det tätbefolkat, med 383 invånare per kvadratkilometer. Närmaste större samhälle är Acatenango, 8,1 km öster om Volcán de Fuego. I omgivningarna runt Volcán de Fuego växer i huvudsak städsegrön lövskog.